# Samail
Samail (em árabe: سَمَائِل‎; romaniz.: Samāʾil‎) é uma cidade da província Interior e capital do vilaiete de Samail, no Omã. Segundo censo de 2010, tinha 21 297 habitantes. Compreende uma área de 27,1 quilômetros quadrados.